# Bolszoje Anisimowo
Bolszoje Anisimowo (ros. Большое Анисимово) – wieś (dieriewnia) w Rosji, w obwodzie archangielskim, w rejonie primorskim. W 2021 liczyła 1135 mieszkańców.